# Виллебранд, Иоганн Петер

Ганзейская хроника. 1748 г.

Иоганн Петер Виллебранд (Виллебрандт) (нем. Johann Peter Willebrand; 10 сентября 1719, Росток — 22 июля 1786, Гамбург) — немецкий юрист, писатель

, историк, хронист, путешественник. Доктор философии в области права.

## Биография
Сын купца из Ростока. Изучал право в университете Галле, где в 1742 году стал доктором права. После длительных путешествий по Европе поселился в Любеке. Занялся адвокатской практикой.
Заинтересовавшись историей Ганзейского союза, стал одним из первых его историков.
Благодаря знакомству с датским министром Йоханном Бернсторфом, датский король в 1755 году назначил его в Совет судей. В связи с этим он переселился в г. Альтона, где возглавил местную полицию (1757—1767).
Позже жил в Гамбурге. Занимался литературным творчеством.
И. П. Виллебранд — автор Ганзейской хроники: «Hansische Chronik aus beglaubten Nachrichten zusammengetragen von D. I. Peter Willebrandt» (в 3 частях), изданной на верхненемецком языке в Любеке в 1748 году. В хронику он включил описание путешествия в Россию ганзейского секретаря Йохана Брамбаха и переговорах с Борисом Годуновым о торговых сношениях.

## Избранные труды
- Hansische Chronick aus beglaubten Nachrichten zusammengetragen. Lübeck 1748
- Das Allegorische Bildercabinet oder anmuthige Sittenlehren durch Bilder, Fabeln und Gleichnisse … Lübeck 1750
- Lübecks Annehmlichkeiten für einen Ausländer beschrieben. Leipzig 1774.
- Grundriß einer schönen Stadt, in Absicht ihrer Anlage und Einrichtung, zur Bequemlichkeit, zum Vergnügen, zum Anwachs und zur Erhaltung ihrer Einwohner, nach bekannten Mustern entworfen : nebst einer Vorrede von der Wirkung des Clima auf die Gesinnung und Gesetzgebung der Völker. Hamburg, 1775/76
- Nachrichten von einer Carlsbader Brunnen Reise. 1781.